# واکنش افزایشی رادیکال آزاد
واکنش افزایشی رادیکال آزاد(به انگلیسی: Free-radical addition) گونه ای از واکنش های شیمیایی در شیمی آلی است که توسط رادیکال های آزاد صورت می پذیرد.این واکنش طی سه مرحه انجام می شود.در مرحله نخست با گرفتن انرژی فعال سازی مناسب یک رادیکال آزاد از یک مولکول غیر رادیکال ایجاد می شود.در مرحله بعد که مرحله انتشار نام دارد،رادیکال های آزاد به دیگر گونه های غیر رادیکال برخورد کرده و با آن واکنش می دهند و رادیکال های دیگری ایجاد می کنند.این واکنش زنجیره ای تا جایی ادامه می یابد که دو رادیکال با هم بر خورد کرده و تشکیل یک ترکیب غیر رادیکال دهند.این مرحله، مرحله پایانی واکنش خواهد بود.

## نمونه
واکنش یک پراکسید آلی با هیدروژن برمید که در زیر نشان داده شده است نمونه ای از این نوع واکنش ها است: